# 게리 겐슬러

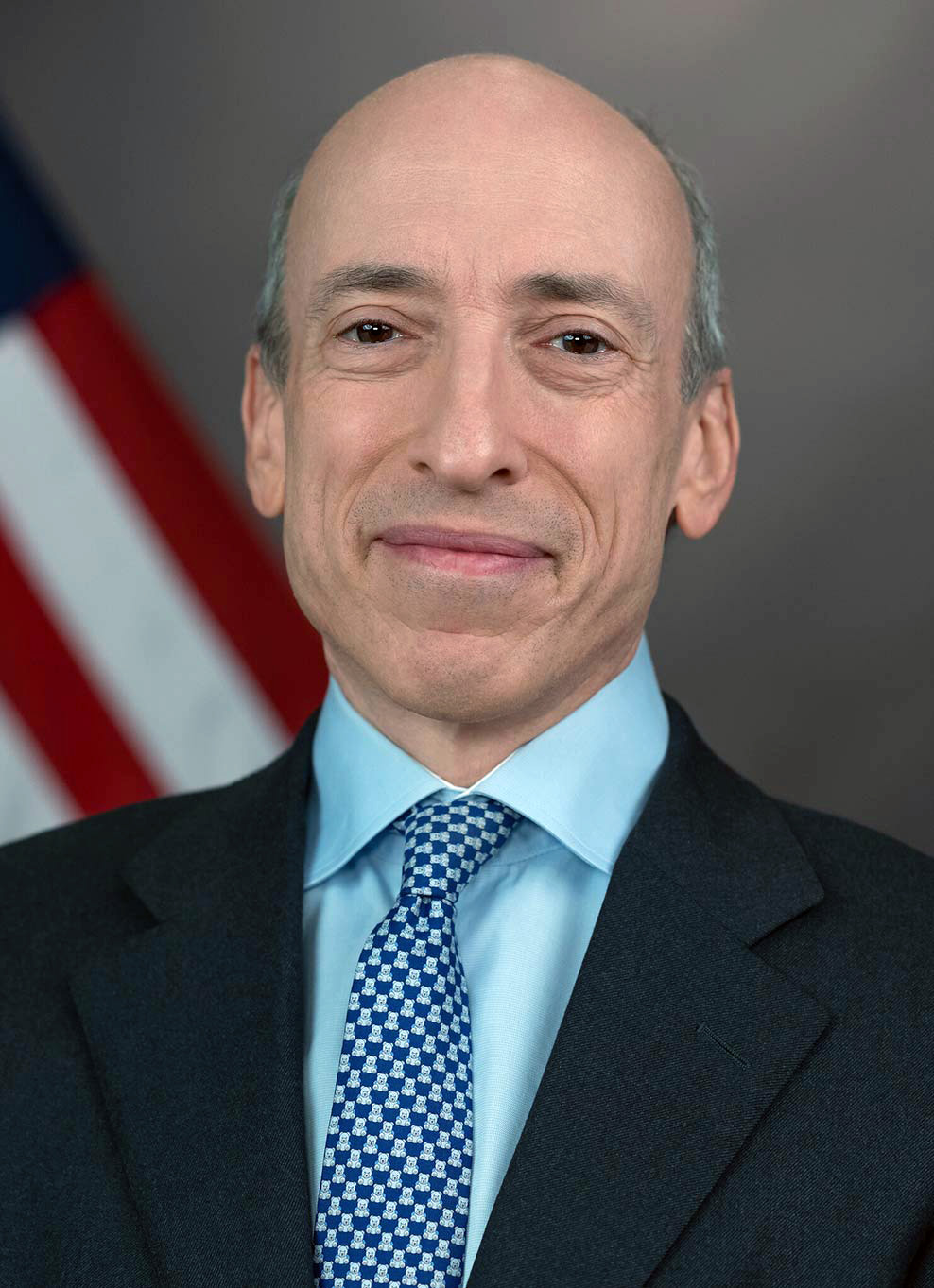
게리 겐슬러

게리 스콧 겐슬러(영어: Gary Scott Gensler, 1957년 10월 18일~)는 미국의 공무원이자 전 투자은행가로 미국 증권거래위원회(SEC) 위원장을 역임했다. 겐슬러는 이전에 골드만삭스에서 근무하였다.

## 암호화폐 규제
2018년 젠슬러는 "나는 낙관론자인데 블록체인 기술이 성공하기를 원한다, 그것은 본질적으로 금융시스템의 흐름에 관한 것이고, 금융시스템을 정말 강화할 수 있는 신기술이다”라고 말한 바 있다. 이 발언은 그의 암호화폐 공간에 대한 깊은 이해를 보여준다.
그는 2018년 국회 청문회에 참석해 "비트코인은 사회적 계약에 따른 현대의 '디지털화된 금'"이라고 말했다. 페이스북이 주도한 디엠(옛 리브라) 토큰에 대해선 미국법상 증권에 해당한다고 밝힌 바 있다. 게리 갠슬러 지명이 SEC와 XRP(리플)간 소송에 영향을 끼칠 수 있을지가 주목된다. SEC는 "리플이 미등록 증권인 XRP로 13억달러를 모금했다"며 증권법 위반으로 제소했다. 앞서 게리 겐슬러도 XRP(리플)와 이더리움이 미등록 증권에 해당한다고 지적한 바 있다.
게리 겐슬러는 암호화폐에 대해 비판적인 태도를 보여왔으며, SEC는 그의 지도 아래 암호화폐 자산을 임의로 증권으로 분류하면서 명확한 기준이나 가이드라인을 제공하지 않았다는 비판을 받고 있다. 경제학자들이 작성하고 Finance Research Letters에 발표한 연구에 따르면, SEC의 예상치 못한 규제 개입은 암호화폐 시장에서 장기적인 부정적 반응을 초래하며, 공정하고 질서 있는 시장을 유지하는 SEC의 핵심 임무를 의문에 부치고 있다.